# 瓦西里·拉多斯拉沃夫
瓦西里·拉多斯拉沃夫（1854年7月27日—1929年10月21日），保加利亚自由党领袖，两次出任保加利亚首相（1886～1887，1913～1918）。曾任司法大臣、内政大臣。1915年促成保与德、奥、土结盟，并参加第一次世界大战。战败后下台。1918年，参与签订《布列斯特-立陶夫斯克条约》。后保加利亚士兵在拉多米尔起义时，逃亡德国。后缺席被判有罪。
| 前任： 佩特科·卡拉维洛夫 斯托扬·达内夫 | 保加利亚首相 | 继任： 康斯坦丁·斯托伊洛夫 亚历山大·马里诺夫 |